# Dům čp. 64 (Bubeneč)
Dům čp. 64 v Bubenči v Praze je zaniklý dům, který se nacházel jižně od kostela svatého Gotharda na rohu ulic V Sadech a Českomalínská. V letech 1958–1973 byl chráněn jako nemovitá kulturní památka České republiky.

## Historie
Na místě starší stavby v ulici V Sadech vznikl v letech 1871–1872 dům, který převzal čp. 64. Dům navazoval na sousední čp. 77. V roce 1913 byl majetkově oddělen od původního čp. 1 a přestavěn Aloisem Potůčkem; bylo přizděno loubí podél dvorních průčelí hlavní budovy a křídla a došlo k interiérovým adaptacím. V roce 1922 proběhla další adaptace, bylo využito podkroví a koňské stáje přestavěny na obytnou místnost.
Roku 1958 byl objekt přizpůsoben pro potřeby školy a koncem 70. let 20. století zbořen. Číslo popisné 64 poté převzal nový bytový dvojdům přiléhající k Wolkerově ulici, na jehož místě původně stával klasicistní dům čp. 38. V místech původního čp. 64 stojí objekt, který je součástí uzavřeného obytného komplexu z let 1984–1985, postaveného pro potřeby sovětského velvyslanectví.

## Popis
Dům byl jednopatrový z doby po polovině 19. století, pozdně klasicistní.